# Campeonato Brasileiro de Seleções de Futsal
O Campeonato Brasileiro de Seleções é uma competição brasileira de futebol de salão, organizada pela CBFS. Teve sua primeira edição no ano de 1959, sendo campeã a seleção do Rio de Janeiro.

## Campeões
| Edição | Ano           | Sede              | Campeão           | Vice-campeão         | Terceiro lugar      | Quarto lugar                |
| ------ | ------------- | ----------------- | ----------------- | -------------------- | ------------------- | --------------------------- |
| 1ª     | 1959          | São Paulo-SP      | Rio de Janeiro    | São Paulo            | Ceará               | Rio Grande do Sul           |
| 2ª     | 1961          | Rio de Janeiro-RJ | Rio de Janeiro    | São Paulo            | Rio Grande do Norte | Ceará                       |
| 3ª     | 1963          | Porto Alegre-RS   | Rio de Janeiro    | São Paulo            | Rio Grande do Sul   | Ceará · Rio Grande do Norte |
| 4ª     | 1965          | Natal-RN          | Rio de Janeiro    | Ceará · Minas Gerais | Rio Grande do Norte | São Paulo                   |
| 5ª     | 1967          | Fortaleza-CE      | Ceará             | Minas Gerais         | Rio de Janeiro      | São Paulo                   |
| 6ª     | 1969          | Porto Alegre-RS   | Ceará             | Rio Grande do Sul    | Rio de Janeiro      | Minas Gerais                |
| 7ª     | 1971          | São Paulo-SP      | São Paulo         | Minas Gerais         | Ceará               | Rio Grande do Sul           |
| 8ª     | 1973          | Florianópolis-SC  | Ceará             | Santa Catarina       | Rio de Janeiro      | Bahia                       |
| 9ª     | 1975          | Recife-PE         | Rio de Janeiro    | São Paulo            | Ceará               | Minas Gerais                |
| 10ª    | 1977          | Porto Alegre-RS   | Rio Grande do Sul | Rio de Janeiro       | São Paulo           | Pernambuco                  |
| 11ª    | 1979          | Fortaleza-CE      | Rio Grande do Sul | Rio de Janeiro       | Bahia               | Ceará                       |
| 12ª    | 1980          | São Paulo-SP      | Rio Grande do Sul | Rio de Janeiro       | Ceará               | São Paulo                   |
| 13ª    | 1981          | Brasília-DF       | São Paulo         | Rio Grande do Sul    | Rio de Janeiro      | Ceará                       |
| 14ª    | 1983          | Belo Horizonte-MG | Minas Gerais      | Paraná               | Paraíba             | Espírito Santo              |
| 15ª    | 1985          | Recife-PE         | Rio de Janeiro    | Ceará                | Minas Gerais        | Paraíba                     |
| 16ª    | 1987          | Campo Grande-MS   | Santa Catarina    | Pernambuco           | Rio Grande do Sul   | Ceará                       |
| 17ª    | 1989          | Fortaleza-CE      | Rio Grande do Sul | Santa Catarina       | São Paulo           | Ceará                       |
| 18ª    | 1991          | Fortaleza-CE      | Ceará             | São Paulo            | Paraná              | Distrito Federal            |
| 19ª    | 1993          | Vitória-ES        | Pernambuco        | Paraná               | São Paulo           | Minas Gerais                |
| 20ª    | 1995          | Porto Alegre-RS   | Rio Grande do Sul | São Paulo            | Ceará               | Minas Gerais                |
| 21ª    | 1997          | Belo Horizonte-MG | Rio Grande do Sul | Santa Catarina       | Pernambuco          | Minas Gerais                |
| 22ª    | 1999          | Rio de Janeiro-RJ | São Paulo         | Rio de Janeiro       | Rio Grande do Sul   | Minas Gerais                |
| 23ª    | 2001          | Aracaju-SE        | Santa Catarina    | Rio Grande do Sul    | São Paulo           | Minas Gerais                |
| 24ª    | 2003          | São Luís-MA       | Rio Grande do Sul | São Paulo            | Paraná              | Maranhão                    |
| 25ª    | 2005          | São Paulo-SP      | Rio Grande do Sul | Paraná               | Santa Catarina      | São Paulo                   |
| 26ª    | 2009 Detalhes | Aracaju-SE        | Sergipe           | Paraná               | Minas Gerais        | Ceará                       |

### Títulos por equipe
| Estado            | Títulos                                             | Vices                                         |
| ----------------- | --------------------------------------------------- | --------------------------------------------- |
| Rio Grande do Sul | 8 (1977, 1979, 1980, 1989, 1995, 1997, 2003 e 2005) | 3 (1969, 1981 e 2001)                         |
| Rio de Janeiro    | 6 (1959, 1961, 1963, 1965, 1975 e 1985)             | 4 (1977, 1979, 1980 e 1999)                   |
| Ceará             | 4 (1967, 1969, 1973 e 1991)                         | 2 (1965 e 1985)                               |
| São Paulo         | 3 (1971, 1981 e 1999)                               | 7 (1959, 1961, 1963, 1975, 1991, 1995 e 2003) |
| Santa Catarina    | 2 (1987 e 2001)                                     | 3 (1973, 1989 e 1997)                         |
| Minas Gerais      | 1 (1983)                                            | 3 (1965, 1967 e 1971)                         |
| Pernambuco        | 1 (1993)                                            | 1 (1987)                                      |
| Sergipe           | 1 (2009)                                            | 0                                             |
| Paraná            | 0                                                   | 4 (1983, 1993, 2005 e 2009)                   |